# Aigul (krater wenusjański)
Aigul – krater uderzeniowy na powierzchni Wenus o średnicy 6 km, położony na 38° szerokości północnej i 280° długości wschodniej.
Decyzją Międzynarodowej Unii Astronomicznej w 1997 roku został nazwany kałmuckim imieniem żeńskim Aigul.